# Christoph Knie
Christoph Knie, né le 24 avril 1984 à Bad Berleburg, est un biathlète allemand. 

## Biographie
Il prend à sa première compétition internationale pour les jeunes aux Championnats du monde de la catégorie en 2002, où il gagne le titre de l'individuel et du relais. En 2003, il gagne la poursuite. En 2004, il passe chez les juniors, montant sur ses premiers podiums en Coupe d'Europe et gagnant deux titres de champion du monde junior de relais en 2004 et 2005. Lors de la saison 2005-2006, il fait ses premiers pas dans la Coupe du monde, où son meilleur résultat reste une 31e place à la poursuite de Kontiolahti en 2007. Il marque ses premiers points en 2009 à Khanty-Mansiïsk.
En 2010, il remporte l'individuel des Championnats d'Europe à Otepää, après ses deux seules victoires en IBU Cup, dont il a remporté le classement général en 2009. 

## Palmarès

### Coupe du monde
- Meilleur classement général : 96e en 2009.
- Meilleur résultat individuel : 31e.

#### Classements en Coupe du monde
| Saison    | Classement général final | Individuel | Sprint | Poursuite | Mass start |
| 2005-2006 | nc                       |            | nc     | nc        |            |
|           |                          |            |        |           |            |
| 2007-2008 | nc                       | nc         | nc     | nc        |            |
| 2008-2009 | 96e                      |            | 85e    | 86e       |            |
| 2009-2010 | nc                       | nc         |        |           |            |

### Championnats d'Europe
- Médaille d'or du relais en 2007 et 2010.
- Médaille d'or de l'individuel en 2010.
- Médaille d'argent du relais en 2009.
- Médaille de bronze de la poursuite en 2010.

### Championnats du monde junior
- * Médaille d'or en relais en 2004 et 2005.

### Championnats du monde jeunesse
- Médaille d'or de l'individuel et du relais en 2002.
- Médaille d'or de la poursuite en 2003.
- Médaille d'argent en 2003.
- Médaille de bronze du sprint en 2003.

### Championnats du monde de biathlon d'été
- Médaille de bronze du sprint en 2009.

### IBU Cup
- Vainqueur du classement général en 2009.
- 2 victoires.

### National
- Champion d'Allemagne de l'individuel en 2008.